# Stadttheater Wilhelmshaven

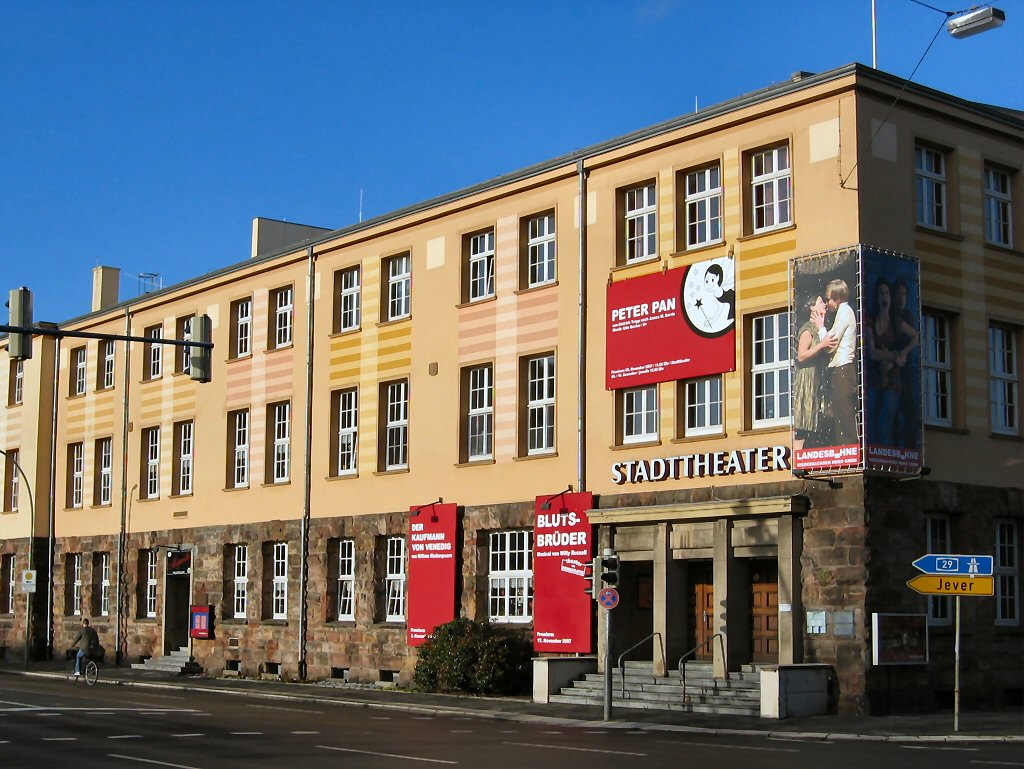
Das Stadttheater Wilhelmshaven, seit 1952 Spielstätte der Landesbühne Niedersachsen Nord

Stadttheater Wilhelmshaven war bzw. ist die Bezeichnung für verschiedene Theaterbauten in der niedersächsischen Hafenstadt Wilhelmshaven.
Schon vor dem Ersten Weltkrieg erhielten einzelne Theaterdirektoren die Erlaubnis, ihr Etablissement Stadttheater zu nennen, da sie städtische Zuschüsse erhielten, so etwa Direktor Steingoetter, dessen Truppe 1906 unter anderem im Seemannshaus an der Bismarckstraße gastierte. 1938 übernahm die Stadt Wilhelmshaven das ebenfalls im Seemannshaus untergebrachte Neue Schauspielhaus der Jadestädte, das Robert Hellwig, ein ehemaliger österreichischer Reserveoffizier, seit 1926 zunächst rein privat und später mit finanzieller Unterstützung der Kommune betrieben hatte. Als neuer Intendant wurde Richard Gsell eingesetzt, der seine erste Saison mit Carl Maria von Webers romantischer Oper Der Freischütz eröffnete. In den folgenden Jahren schränkte der Luftkrieg den Theaterbetrieb immer wieder ein. Am 22. März 1943 wurde das Theater durch einen Bombentreffer vollständig zerstört.
Nach dem Zweiten Weltkrieg wurde die ehemalige Marine-Intendantur an der Virchowstraße, ein Gebäude aus dem Jahr 1904, zum neuen Stadttheater Wilhelmshaven umgebaut. Insgesamt verschlangen die Baumaßnahmen 358.000 Reichsmark und 1,1 Millionen Deutsche Mark. Das Theater  wurde am 19. Oktober 1952 mit einem Festakt und einer Aufführung von Shakespeares Schauspiel Hamlet offiziell seiner Bestimmung übergeben. Seitdem ist das Stadttheater Spielort und Verwaltungssitz der Landesbühne Niedersachsen Nord.  Regelmäßig gezeigt werden auch musikalische Produktionen des Oldenburgischen Staatstheaters. Daneben war das Stadttheater Wilhelmshaven bis 2010 die Spielstätte der 1932 gegründeten Niederdeutschen Bühne Rüstringen, später Theater am Meer. 
Nach Umbauten 1983 wurden die Ränge im Stadttheater eingespart und die Foyerbereiche modernisiert. Zu Beginn des neuen Jahrtausends reduzierte sich die Zuschauerkapazität nach weiteren Renovierungen von anfangs über 800 Plätze auf 514 Sitzplätze. Die Bühne ist 18 Meter breit und 7 Meter tief; der Orchestergraben bietet Platz für 52 Musiker.